# Seven (film)
Pour les articles homonymes, voir Seven.
Pour plus de détails, voir Fiche technique et Distribution.
Seven (parfois stylisé Se7en) est un thriller psychologique américain réalisé par David Fincher, sorti en 1995.
Avec dans les rôles principaux les acteurs Brad Pitt et Morgan Freeman, entourés notamment de Gwyneth Paltrow et de Kevin Spacey, le film raconte l'enquête des inspecteurs David Mills (Brad Pitt) et William Somerset (Morgan Freeman) lorsque ceux-ci traquent un tueur en série inconnu qui utilise les sept péchés capitaux comme motif de ses meurtres.
Le scénario du film a été influencé par l'expérience new-yorkaise du scénariste Andrew Kevin Walker, qui y a fait ses débuts d'écrivain. Bien que la ville où se déroule l'action du film ne soit pas nommée, le tournage du film a lieu à Los Angeles, la dernière scène étant tournée près de Lancaster, en Californie. 
Ce film marque le début d'une amitié entre David Fincher et Brad Pitt, le réalisateur et l'acteur se retrouvant ensuite à deux reprises : lors de Fight Club (1999) et L'Étrange Histoire de Benjamin Button (2009).
Seven est à la fois un succès commercial et critique, le film ayant rapporté 327 millions de dollars au box-office pour un budget de production de 33 millions.

## Synopsis
Deux policiers américains, William Somerset et David Mills, sont chargés d'une enquête criminelle concernant un tueur en série psychopathe, lequel planifie méthodiquement ses meurtres en fonction des sept péchés capitaux qui sont : la gourmandise, l'avarice, la paresse, la luxure, l'orgueil, l'envie et la colère.
William Somerset est un inspecteur de police particulièrement lettré, mesuré et posé. Il est tout autant vieillissant, taciturne et désabusé par son travail. Il est aussi à sept jours de la retraite. Affecté aux homicides au sein d'une brigade criminelle dans une grande ville américaine non nommée, il attend avec impatience son départ. Dans l’intervalle, son successeur lui est présenté. C'est l'inspecteur David Mills. Ce dernier a le caractère impétueux, comme un chien fou, et sans manières. Il est aussi vif et idéaliste. Il est fraîchement marié à une enseignante. Devant faire équipe ensemble pendant une semaine, les deux hommes connaissent un début quelque peu rugueux.
Peu après, le binôme est chargé d'enquêter sur le meurtre d'un homme de très forte corpulence retrouvé mort dans son appartement. La tête de la victime a été enfoncée dans son assiette de spaghettis, ses membres (bras, jambes, chevilles) étant dans le même temps ligotés aux montants de sa chaise elle-même vissée au sol, ce qui a entraîné l'étouffement de l'obèse dans son assiette. 
Mills s'occupe ensuite d'une autre affaire, le meurtre d'un avocat sauvagement assassiné. Sur la scène de crime, il découvre le mot « Avarice », inscrit en lettres de sang à même la moquette. Des indices laissent à penser que les deux affaires puissent être liées et seraient l’œuvre d'un même auteur. Mils et Somerset comprennent alors qu'ils ont affaire à un tueur en série. Les deux policiers ne tardent pas à pressentir que ces crimes sont inspirés des sept péchés capitaux ; le premier meurtre, celui de l'homme obèse, symboliserait alors le péché de « Gourmandise ».
Grâce à des empreintes digitales (qui ne sont pas celles de la victime) relevées derrière un tableau d'art moderne retourné sur la scène de crime du deuxième meurtre, Somerset et Mills identifient un suspect déjà connu de la police. Se rendant à son domicile, les deux policiers y trouvent un individu extrêmement décharné, pâle et inerte, mis sous un drap et attaché sur un lit. Lorsque l'un des policiers qui les accompagne braque sa lampe torche vers les yeux de la victime, l'homme se met à convulser : il est donc à la surprise générale encore vivant mais dans un état désespéré. La victime est un ancien trafiquant de drogue qui est maintenu aux limites de la vie et de la mort à l'aide de médicaments. À côté de lui, de multiples photos (des polaroids) montrent sa dégénérescence physique au fil du temps, attaché aux montants de fer et apparemment victime de sévices (au moins, à l'amputation de sa main). L'on peut estimer sa dégénérescence depuis environ un an. Il symbolise le péché de « Paresse ». Somerset et Mills en viennent logiquement à la conclusion que l'auteur de ces crimes a prémédité ses actes depuis une longue période.
Alors qu'ils mènent l'investigation de l'appartement, un photojournaliste arrive sur les lieux et commence à photographier la scène de crime. Irrité par cette présence inopportune, Mills s'emporte pour faire déguerpir le photographe. Celui-ci finit par s'en aller mais, juste avant de disparaître, prend une dernière photo de Mills alors en pleine explosion de colère, annonçant à l’inspecteur qu'ils se retrouveront bientôt. Mills rétorque en lui donnant son nom, qu'il épelle en hurlant.
Tracy, l'épouse de David Mills, est malheureuse d'avoir dû emménager dans cette grande ville où elle ne connaît personne. Elle se confie à Somerset, lui révélant qu'elle est enceinte de Mills mais qu'elle ne le lui a pas encore annoncé. Somerset lui explique combien cette métropole, tentaculaire et dangereuse, ne lui paraît pas un lieu approprié pour élever un enfant. Il lui avoue aussi qu'il avait lui-même persuadé sa propre compagne d'avorter il y a plusieurs décennies. Il conseille à Tracy d'agir sans rien révéler à son compagnon si elle décide de mettre fin à la grossesse. Dans le cas contraire, elle devra tout faire pour rendre cet enfant heureux, ce qui provoque les pleurs de Tracy, paniquée par sa responsabilité et son amour pour Mills.
Au cours de l'enquête, Somerset déduit que le tueur en série dont ils s'occupent a longuement étudié les sept péchés capitaux avant de commettre ses crimes, et qu'il a donc probablement emprunté toute une littérature sur cette thématique à la grande bibliothèque de la ville. Sachant que le FBI consigne illégalement l'identité de tous ceux qui empruntent des livres sulfureux, politiquement sensibles ou axés religion, Somerset soudoie une de ses connaissances (qui a ses entrées à l'agence) pour vérifier les registres d'emprunts de la bibliothèque. La requête aboutit à une identité, celle d'un individu dénommé « Jonathan Doe » et à l'adresse de son domicile. Les deux policiers s'y rendent.
Alors que Somerset et Mills se trouvent face à la porte de l'appartement de « Doe », un individu surgit dans le couloir, arrivant par l’escalier de l'étage et, dès qu'il les voit, ouvre le feu sur eux avant de s’enfuir. Mills se lance à sa poursuite, se blesse au bras dans la manœuvre mais l'individu parvient à le maîtriser et à le désarmer, puis pointe son arme sur lui. Mais subitement il disparaît, épargnant Mills.
Bien qu’ils n'aient aucun mandat de perquisition, Mills force l'entrée de l'appartement de « Doe » sans demander son avis à Somerset. À l’intérieur, les deux policiers y découvrent des dizaines de livres et de cahiers (écrits de la main du tueur) remplis de jugements irrationnels, ainsi que des preuves menant à une autre victime potentielle. L'appartement de « Doe » est cependant vierge de toute empreinte digitale. Mills découvre aussi une photo de lui, prise en gros plan ; les inspecteurs comprennent alors que « Doe » est le photographe avec lequel Mills avait eu une altercation auparavant, dans l'appartement du trafiquant de drogue.
La victime suivante est une prostituée. « Doe » a contraint un de ses clients à porter un gode-ceinture équipé d'une lame tranchante, puis à la violer avec cet attirail fatal. La prostituée a été ainsi massacrée, le vagin lacéré par la lame, mourant par là où elle péchait. Son meurtre symbolise le péché de « Luxure ».
Par la suite, on retrouve le cadavre d'une jeune mannequin, la tête recouverte de bandages. Ligotée à un lit, elle tient dans une main un téléphone et dans l'autre un cachet. Sur le cadavre est posé un écrit manuscrit de Doe, où celui-ci explique qu'il a lacéré le visage du mannequin, l'a attachée au lit, bandé son visage puis a placé dans ses mains le téléphone et le cachet. Il a annoncé à sa victime qu'elle avait le choix entre appeler les secours avec le téléphone (elle serait alors sauvée mais défigurée à vie, ruinant sa carrière de mannequin), ou elle pouvait préférer avaler le cachet qui lui serait fatal. En optant pour la deuxième solution, c'est-à-dire le suicide, elle a donc commis le péché d'« Orgueil ».
De retour au commissariat, les deux policiers voient apparaître avec stupeur John Doe, le tueur se rendant de lui-même aux autorités. Ses vêtements sont recouverts du sang du mannequin défiguré, mais aussi de celui d'une autre victime, sur le moment non identifiée. Pour ne pas laisser d'empreintes digitales, « Doe » s'était rogné le bout des doigts. Par l’intermédiaire de son avocat, il offre aux enquêteurs deux options : il est prêt à signer des aveux complets sur les meurtres, à condition que les deux enquêteurs (et eux seuls) l'accompagnent sur le lieu où se trouvent les deux dernières victimes ; ou bien, il plaidera la folie afin d'obtenir une irresponsabilité pénale lors de son jugement.
Bien que Somerset soit réticent, Mills accepte l'offre de « Doe ». Le meurtrier indique alors aux deux policiers un lieu isolé en pleine campagne, où d'après lui se trouvent les deux dernières victimes. Durant leur trajet en voiture, « Doe » affirme aux deux policiers que c'est Dieu qui lui a commandé de punir les pécheurs et de révéler que le monde est un lieu dépravé, ajoutant que d'autres personnes comprendront son message et lui succéderont. Durant la discussion, il raille également le comportement de Mills, se confrontant aux certitudes du policier sur la société dans laquelle ils vivent, sous le regard de Somerset qui cherche à soutirer des informations au tueur par le biais de questions habiles.
Peu après leur arrivée sur place, les policiers voient arriver au loin une camionnette de livraison, venant dans leur direction ; Somerset part intercepter le véhicule tandis que Mills reste seul avec Doe, entravé et tenu en joue par l'inspecteur. À une centaine de mètres de là, le livreur de la camionnette remet à Somerset un paquet, une boîte en carton d'une vingtaine de centimètres, en lui affirmant qu'il a reçu comme instruction de la livrer ici, à ce moment précis. Pendant ce temps, surveillé par Mills, « Doe » explique à ce dernier combien il l'admire, sans dire pourquoi, ce qui finit par agacer Mills qui l'insulte sans gêne.
Après avoir indiqué par radio à l'équipe de policiers qui les couvrent ce qu'il va faire, Somerset se décide à ouvrir la boîte mais, immédiatement, recule d'effroi quand il en découvre son contenu. Puis, il fait demi-tour et retourne en se précipitant vers Mills, tout en lui criant de lâcher son arme. C'est à ce moment que « Doe » révèle à David Mills que la boîte contient la tête de son épouse, Tracy, qu'il a tuée et décapitée au matin chez elle après le départ de l'inspecteur. « Doe » lui affirme que lui-même symbolise le péché d'« Envie », ayant désiré vivre la même vie de famille idéale que celle de Mills. Alors que Somerset arrive enfin vers eux après avoir couru, « Doe » avoue à Mills avoir échoué à « jouer au mari » avec elle, puis le raille quand il comprend que Mills ignorait la grossesse de sa femme.
Mills, après une phase de colère où il refuse de croire « Doe » et demande avec insistance à Somerset ce qu'il y a dans la boite, braque son arme sur le tueur, menaçant de le tuer. Somerset, jetant sa propre arme, essaye de le retenir en lui affirmant que s'il tue « Doe », c'est lui qui gagnera parce que c'est ce qu'il souhaite. Mais Mills, submergé par la douleur et obnubilé par l'image de sa femme, bascule soudainement dans la folie et abat « Doe » de plusieurs balles tirées en pleine tête. Il symbolise alors le péché de « Colère », et parachève par la même occasion l'œuvre de « Doe ». En état de choc, Mills se rend ensuite dans la direction de la boîte.
Plus tard, arrivé sur les lieux avec d'autres policiers, le supérieur des deux hommes demande à Somerset ce qu'il va devenir et où il sera. Regardant Mills, prostré à l'arrière de l'une des voitures de police, Somerset lui répond : « Je serai dans le coin », disant de manière implicite qu'il ne prendra pas sa retraite.
La fin du film est l’évocation en voix off de Somerset, qui prononce la phrase suivante : « Ernest Hemingway a écrit : "Le monde est un bel endroit qui vaut la peine qu'on se batte pour lui". Je suis d'accord avec la seconde partie ».

## Fiche technique
- Titre original et français : Seven (parfois orthographié Se7en)
- Titre québécois : Sept (parfois orthographié Sep7)
- Réalisation : David Fincher
- Scénario : Andrew Kevin Walker
- Musique : Howard Shore
- Décors : Arthur Max
- Costumes : Michael Kaplan
- Photographie : Darius Khondji
- Montage : Richard Francis-Bruce
- Conception du générique : Kyle Cooper
- Production : Phyllis Carlyle et Arnold Kopelson
- Société de production : New Line Cinema
- Société de distribution : New Line Cinema (États-Unis), Metropolitan Filmexport (France), Polygram Filmed Entertainment (Belgique)
- Budget : 30 000 000 $[2]
- Pays de production :  États-Unis
- Langue originale : anglais
- Format : couleurs - 35 mm
- Genre : Thriller psychologique, policier et néo-noir[3]
- Durée : 127 min
- Dates de sortie :
  - États-Unis : 22 septembre 1995
  - France : 31 janvier 1996
- Classification[4] :
  - États-Unis : R
  - France : interdit aux moins de 12 ans

## Distribution
- Brad Pitt (VF : Bernard Gabay ; VQ : Alain Zouvi) : l'inspecteur David Mills
- Morgan Freeman (VF : Med Hondo ; VQ : Victor Désy) : l'inspecteur William Somerset
- Gwyneth Paltrow (VF : Juliette Degenne ; VQ : Natalie Hamel-Roy) : Tracy Mills, épouse de David, institutrice
- Kevin Spacey (VF : Bernard Alane ; VQ : Pierre Auger) : John Doe (non crédité dans le générique de début)
- R. Lee Ermey (VF : Michel Fortin ; VQ : Jean Fontaine) : le capitaine de police au commissariat
- Richard Roundtree (VF : Pascal Renwick ; VQ : Vincent Davy) : le procureur Martin Talbot
- Leland Orser (VF : Vincent Violette) : l'homme terrorisé du club qui participe contre son gré au meurtre de la prostituée
- John C. McGinley (VF : Jean-Jacques Nervest ; VQ : Jean-Marie Moncelet) : un membre du SWAT de Californie
- Julie Araskog (VF : Monique Thierry) : Madame Gould, la femme de l'avocat
- Richard Portnow (VF : Jacques Bernard ; VQ : Jean Marchand) : le docteur Beardsley
- Reg E. Cathey (VF : Michel Vigné ; VQ : Éric Gaudry) : le médecin légiste qui examine l'obèse
- Richard Schiff (VF : Denis Boileau ; VQ : Luis de Cespedes) : l'avocat de John Doe
- Michael Massee : le patron du club underground, interrogé après le meurtre de la prostituée
- Mark Boone Junior (VQ : Hubert Gagnon) : l'agent du FBI
- Emily Wagner[d] (VF : Déborah Perret) : la détective Sara
- Daniel Zacapa (en) (VF : Michel Tugot-Doris) : le détective Taylor
- John Cassini (en) (VF : Daniel Lafourcade) : l'officier Davis, escortant Mills et Somerset sur le lieu du premier crime
- Martin Serene (VF : Marc François) : le propriétaire du « Wild Bill »
- Pamala Tyson (VF : Laurence Crouzet) : la femme sans abri donnant un faux témoignage
- Peter Crombie (en) : le docteur O'Neill, examinant la femme défigurée
- Richmond Arquette (VF : Chris Bénard) : le livreur dans le désert
- Alfonso Freeman[e] : l'expert en empreintes digitales
- Hawthorne James (en) : Georges, le gardien de nuit de la bibliothèque
- Andrew Kevin Walker : le cadavre sur la première scène de crime
- Bob Mack : le cadavre du « gras-double »
- Charles S. Dutton : un policier (caméo non crédité)

Acteurs principaux
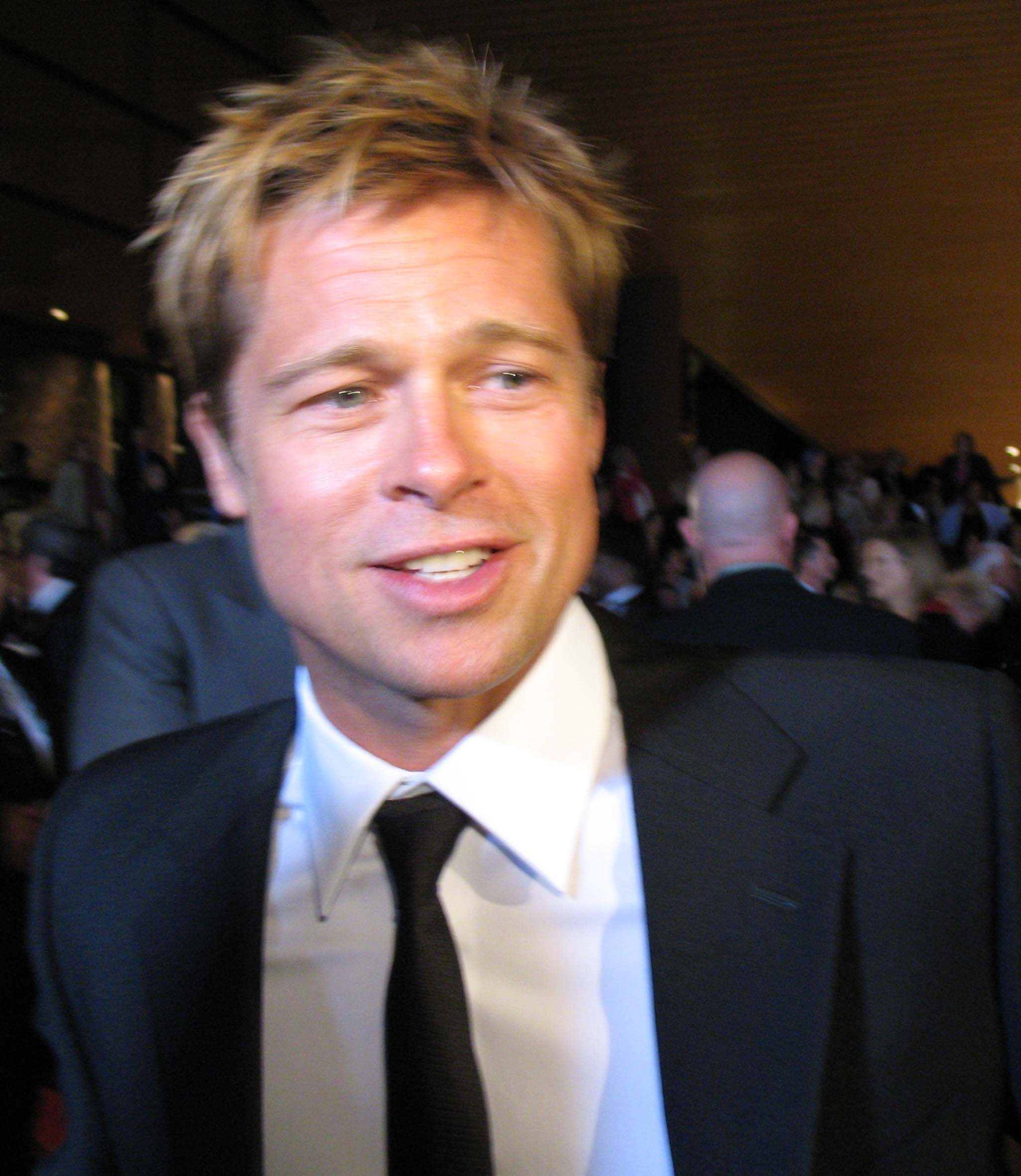
Brad Pitt (David Mills)
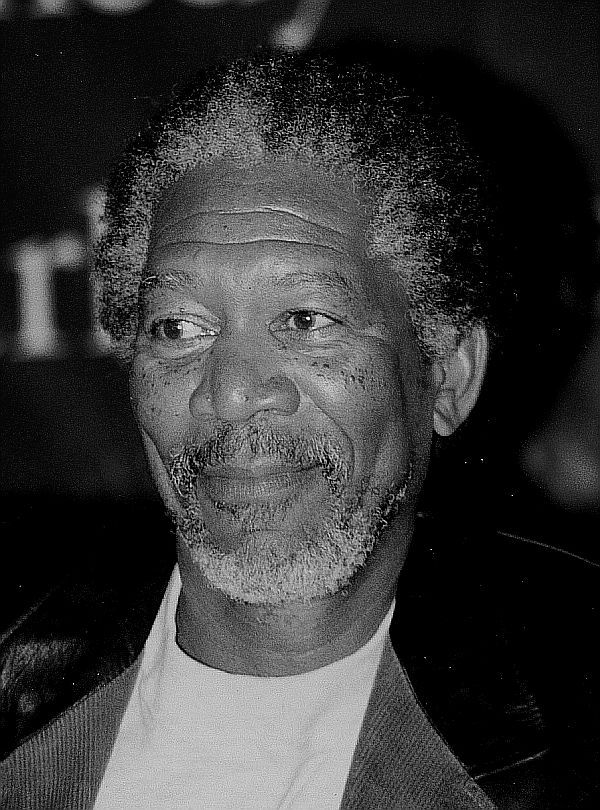
Morgan Freeman (William Somerset)
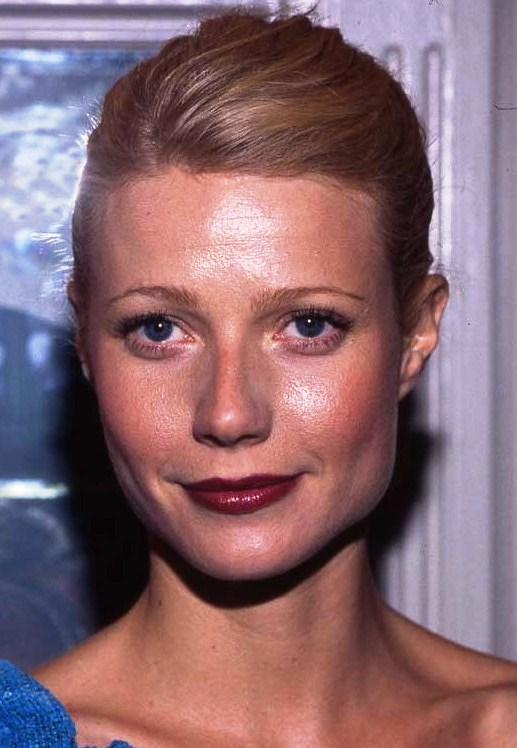
Gwyneth Paltrow (Tracy Mills)
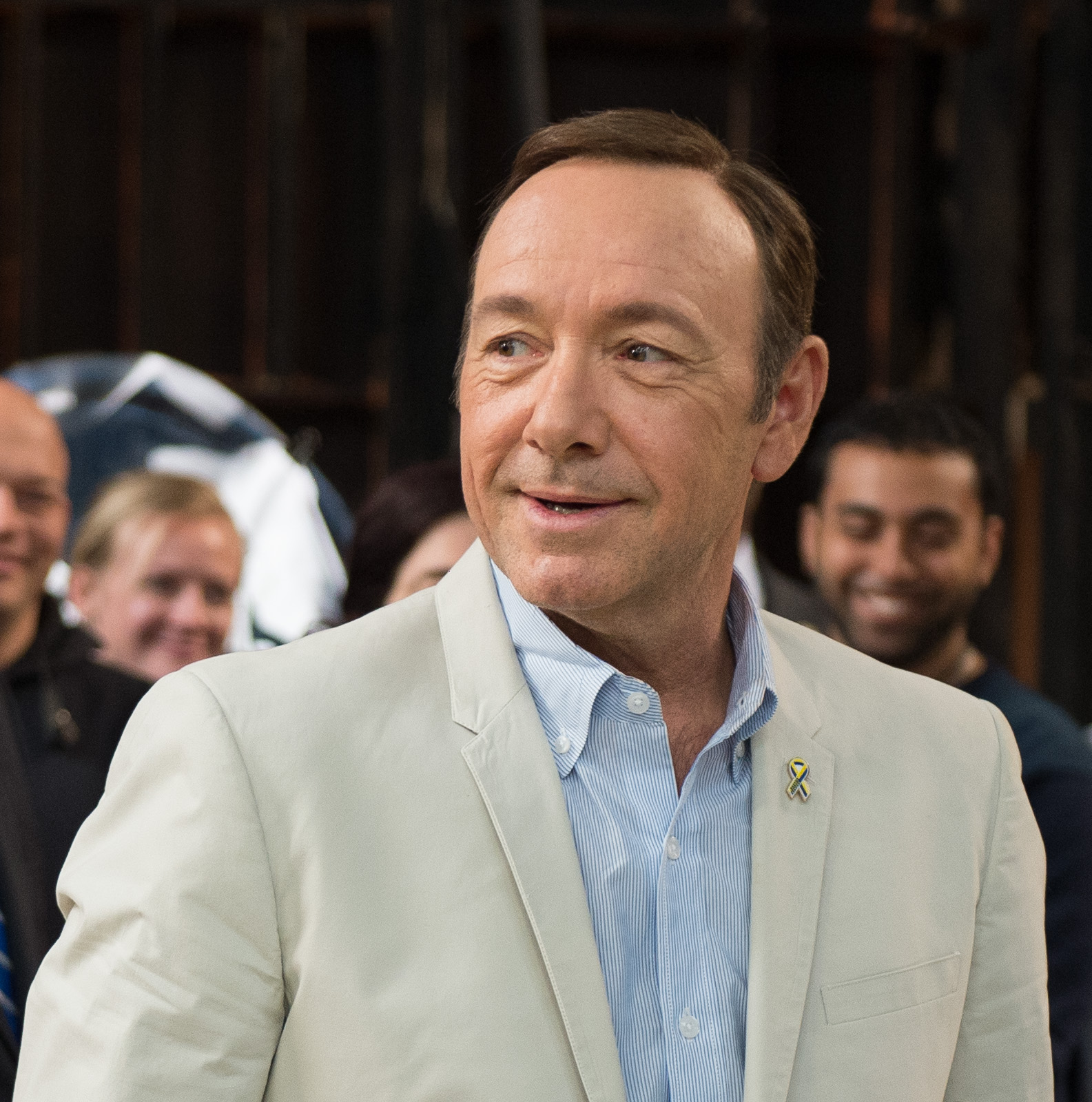
Kevin Spacey (John Doe)

- Version française
  - Studio de doublage : L'Européenne de doublage
  - Direction artistique : Danielle Perret
  - Adaptation : Philippe Blanc

Sources et légende : version française (VF) sur Voxofilm et Allodoublage ; version québécoise (VQ) sur Doublage Québec

## Production

### Genèse et développement
L'une des premières influences d'Andrew Kevin Walker pour écrire le script a été de vivre un temps à New York, où il tente de lancer sa carrière de scénariste. Il déclare « Je n'ai pas aimé mon passage à New York, mais c'est vrai que si je n'y avais pas vécu, je n'aurais probablement pas écrit Seven ». Il envisage alors William Hurt pour incarner Somerset, personnage nommé d'après son auteur favori, William Somerset Maugham. Andrew Kevin Walker mettra environ deux ans à terminer son script.
Jeremiah S. Chechik est un temps attaché au poste de réalisateur, tandis que David Cronenberg et Guillermo del Toro l'ont refusé.
La fin du film initialement prévue avec la tête dans le carton est rejetée par New Line Cinema, qui souhaite une fin plus classique avec davantage d'action. Cependant, lorsque New Line envoie le script à David Fincher pour connaître son intérêt vis-à-vis du projet, la version originale du script est envoyée accidentellement. À cette époque, David Fincher n'a plus lu un script depuis un an en raison de son expérience très frustrante sur le tournage de Alien 3 (il déclarait à l'époque : « Je pensais qu'il était mieux de mourir d'un cancer du colon que de faire un autre film »). Le réalisateur accepte finalement de réaliser Seven, très séduit par le script, qu'il décrit davantage comme une « méditation sur le mal » plutôt qu'un simple film policier procédural.
Quand New Line s'aperçoit de l'erreur de script, le président de la production, Michael De Luca rencontre David Fincher et lui explique qu'il y a des pressions internes pour utiliser le script révisé. Michael De Luca explique cependant que si David Fincher s'engage officiellement à faire le film, la fin pourrait être conservée. Mais le producteur du film Arnold Kopelson refuse de faire le film avec la scène de la tête dans le carton. L'arrivée de Brad Pitt dans l'un des rôles principaux permettra de faire pencher la balance dans le camp des personnes voulant conserver intacte la scène,.

### Choix des interprètes
L'acteur Kevin Spacey n'est pas crédité au générique de début, mais il est le premier cité lors du générique de fin. Il s'agit d'une idée du réalisateur David Fincher afin de laisser planer le mystère sur l'identité du tueur.
À l'origine, Denzel Washington devait tenir le rôle de l'inspecteur David Mills mais refusa, trouvant le script trop sombre et diabolique. Après avoir vu le film, il regretta son refus. Sylvester Stallone a également refusé le rôle, de même que Nicolas Cage.
Pour le rôle de l'inspecteur William Somerset, les acteurs Robert Duvall, Harrison Ford et Gene Hackman ont été approchés, tout comme Al Pacino qui préféra tourner City Hall.
David Fincher souhaitait absolument l'actrice Gwyneth Paltrow pour incarner le rôle de Tracy Mills, après l'avoir vue dans le film Flesh and Bone (1993). Le réalisateur demanda alors au petit-ami de cette dernière, Brad Pitt, de la convaincre. Ce rôle avait par ailleurs été proposé à Christina Applegate.
Le scénariste du film Andrew Kevin Walker fait une apparition dans le film, dans le rôle du cadavre de l'homme obèse sur la première scène de crime. Par ailleurs, Alfonso Freeman, fils de Morgan Freeman, fait une apparition dans le rôle d'un expert de la police en empreintes digitales.
Le rôle de John Doe était à l'origine écrit pour R. Lee Ermey, avant que Kevin Spacey n'obtienne le rôle. Ermey joue en revanche le rôle du capitaine de police.

### Tournage
Le tournage s'est déroulé en Californie et en Pennsylvanie. Ce film fait partie des nombreux films tournés au Quality Cafe à Downtown, un quartier de Los Angeles.
David Fincher, dont c'est le second film à sortir au cinéma, signe un film policier sombre, proche du film noir ; à l'action et aux explosions, il préfère une scène de recherche à la bibliothèque. La seule course-poursuite se fait à pied, avec peu de coups de feu. C'est un film sans réel héros, il va même jusqu'à ne pas citer au générique d'introduction le nom de l'acteur Kevin Spacey (si son nom avait été mentionné, un spectateur habitué à son visage aurait pu reconnaître l'acteur et déduire qu'il avait un rôle important), jouant l'assassin, dont le nom John Doe signifie « Monsieur Tout-le-monde ».
Pour donner un style particulier à son film, Fincher fait appel au directeur de la photographie Darius Khondji. L'intention du réalisateur était de « faire un film en noir et blanc en couleur ».
Brad Pitt s'est cassé le bras lors de la course-poursuite avec le tueur. Son handicap a contraint la production et le scénariste à quelque peu modifier le scénario.
Les livres glauques appartenant au tueur dans l’appartement de « Doe » ont été rédigés spécialement pour le film. Ils ont nécessité 15 000 $ et deux mois de travail. Dans le film, Somerset (Morgan Freeman) fait d’ailleurs allusion à leur ampleur, en disant qu'il faudrait deux mois de travail et 50 hommes pour lire tous les cahiers.
C'est le scénariste Andrew Kevin Walker qui joue le rôle du premier cadavre dans la première scène du film.

#### La scène de la boîte
Dans la scène finale où l’inspecteur Somerset ouvre la boîte contenant la tête tranchée de Tracy Mills, l'épouse de David Mills tuée par « John Doe », cette fin n’aurait initialement pas dû se terminer de cette manière.
Quand le réalisateur David Fincher reçoit le script initial du film, la scène finale est similaire à celle du film, mais sous une forme différente : le studio avait demandé au scénariste Andrew Kevin Walker d’imaginer une résolution plus traditionnelle (sans tête dans une boîte, ni de rencontre dans un désert), la scène devant se dérouler dans une église. Mais Fincher refusa cette version, supervisée par son prédécesseur Jeremiah Chechik.
Une autre option envisagée (expliquée par Morgan Freeman dans les commentaires du film), était que ce soit l'inspecteur Somerset lui-même et non David Mills qui tue John Doe. Si Freeman était plutôt enthousiaste pour cette version, Brad Pitt estima qu’elle n’était pas cohérente. Par ailleurs, la tête contenue dans la boîte a failli être remplacée par celle d'un chien.
David Fincher voulait une fin encore plus brutale, avec un film devant s’arrêter juste après que David Mills tire sa première balle sur Doe, se concluant alors sur un écran noir, donc sans la référence littéraire d'Ernest Hemingway dite par Sommerset tout à la fin du film. Le réalisateur et Brad Pitt ont d'ailleurs jugé cette citation inutile. Mais, du fait de projections-tests avec cette fin abrupte qui furent accueillies en demi-teinte, Fincher reçut le feu vert des studios pour la fin telle que montrée dans le film, mais à la condition de ne pas montrer la tête décapitée.

### Générique
Le générique d'introduction du film, signé Kyle Cooper, met tout de suite dans l'ambiance : sur fond de rock industriel interprété par Nine Inch Nails, les titres apparaissent dans une police de type « machine à écrire », l'image noir et blanc saute (comme sur un mauvais projecteur) et montre en gros plan les mains d'une personne anonyme préparant méticuleusement un document ; la scène introduit le thème d'une action mûrement réfléchie et longuement préparée. La « stylisation » et les trouvailles du générique sont louées par plusieurs critiques et réalisateurs,.
Dans le générique final, où on entend la chanson The Heart's Filthy Lesson de David Bowie (album 1. Outside), les titres défilent dans le sens inverse du sens conventionnel (ici du haut vers le bas), évoquant la notion d'inversion des valeurs.

### Musique
Le morceau d'ouverture du film est un remix non officiel de la chanson Closer de Nine Inch Nails, disponible sous le titre de Closer (Precursor), remixé par Coil sur le single Closer. La chanson du générique de fin est une chanson de David Bowie intitulée The Hearts Filthy Lesson qui se trouve sur l'album Outside. La bande-son originale est composée par Howard Shore.
Liste des titres
1. In the Beginning de The Statler Brothers
2. Guilty de Gravity Kills
3. Trouble Man de Marvin Gaye
4. Speaking of Happiness de Gloria Lynne (auteurs : Buddy Scott & Jimmy Radcliffe (en))
5. Suite no 3 in ré majeur (BWV 1068 « Air ») de Jean-Sébastien Bach, interprété par l'orchestre de chambre de Stuttgart sous la direction de Karl Münchinger
6. Love Plus One de Haircut One Hundred
7. I Cover the Waterfront de Billie Holiday
8. Now's the Time de Charlie Parker
9. Straight, No Chaser de Thelonious Monk (extrait de Monk in Tokyo)
10. Portrait of John Doe de Howard Shore
11. Suite from Seven de Howard Shore

## Accueil

### Critique
Seven reçoit un accueil critique majoritairement positif.
Sur le site agrégateur de critiques Rotten Tomatoes, le film obtient un score de 82 % d'avis favorables, sur la base de 85 critiques collectées et une note moyenne de 7,9/10 ; le consensus du site indique : « [le film est] un choc brutal et impitoyablement dégoûtant, avec des performances tendues, des effets gore rusés et un final obsédant ». Sur Metacritic, le film obtient une note moyenne pondérée de 65 sur 100, sur la base de 22 critiques collectées ; le consensus du site indique : « Avis généralement favorables ».
Sur le site de l'Internet Movie Database, le film obtient une note de 8,6/10, sur la base de 1 870 évaluations des utilisateurs.
En France, le site Allociné donne au film une note moyenne de 3,6/5, sur la base de cinq critiques de presse collectées. Les spectateurs lui donnent une note moyenne de 4,5/5, sur la base de 76 588 avis collectés,.

### Box-office
Le film connaît un important succès commercial, rapportant environ 327 311 000 $ au box-office mondial, dont 100 125 000 $ en Amérique du Nord pour un budget de production de 30 millions. En France, il réalise 4 954 781 entrées.

## Distinctions
Sauf mention contraire, cette liste provient d'informations de l'Internet Movie Database.

### Récompenses
- Fantasporto 1996 : prix du meilleur film et du meilleur scénario
- Saturn Awards 1996 : prix du meilleur scénario et du meilleur maquillage
- MTV Movie Awards 1996 : prix du meilleur film et du meilleur méchant (Kevin Spacey)
- Hochi Film Award 1996 : prix du meilleur film étranger
- Blue Ribbon Award 1996 : prix du meilleur film étranger
- Empire Awards 1997 : prix du meilleur film et du meilleur acteur (Morgan Freeman)
- Sant Jordi du cinéma 1997 : prix du public du meilleur film étranger

### Nominations
- Oscars 1996 : nomination à l'Oscar du meilleur montage
- British Academy Film Awards 1996 : nomination au BAFTA du meilleur scénario original
- Saturn Awards 1996 : 5 nominations[Lesquelles ?]
- Awards of the Japanese Academy 1997 : nomination au prix du meilleur film étranger

## Analyse
- La musique du film, composée par Howard Shore, présente des similitudes avec celle du Silence des Agneaux (également composée par Shore), notamment lors de la scène du troisième crime (la Paresse) où les policiers pénètrent dans l'immeuble et l'appartement de la victime. En effet, le rythme musical, calé sur le montage des plans de cette scène, rappelle le passage du Silence des Agneaux où le personnage d'Hannibal Lecter s'échappe de la prison de Memphis.
- Dans le film, au cours d'une analyse ADN des empreintes du suspect, l'inspecteur Mills émet l'hypothèse que le tueur est fou, extrapolant ses motivations avec la phrase suivante : « Mon chien m'a dit de le faire, Jodie Foster m'a dit de le faire ». Cette citation est une référence au tueur en série David Berkowitz, surnommé « Fils de Sam », qui déclarait recevoir ses ordres de tuer par Sam, le chien de son voisin ; c'est aussi une référence à la tentative d'assassinat contre Ronald Reagan en 1981 dont l'auteur, John Warnock Hinckley, Jr., était obsédé par l'actrice Jodie Foster.

## Novélisation
Le scénario du film a fait l'objet d'une novélisation par Anthony Bruno en 1995, sortie chez Pocket en 1996 pour la traduction française.

## Édition en vidéo
En France, le film a été diffusé en vidéo avec les éditions suivantes :
- Édition simple 1 DVD le 22 août 2001 chez Metropolitan Vidéo. L'audio est en français et anglais Dolby Digital 5.1 avec sous-titres français. Le ratio image est 2.35.1 cinémascope 16/9 compatible 4/3. En supplément un making of (VOST 6 min), Une scène coupée, filmographie des acteurs, du réalisateur et du producteur, la bande annonce en VOST et VF, la présentation des sept pêchés capitaux. (ASIN B00005R6WF)
- Édition collector digipack 2 DVD le 18 avril 2001 chez Metropolitan Vidéo. L'audio est en français 5.1 et DTS 5.1 et en anglais Dolby Digital 5.1 EX et anglais DTS ES avec sous-titres français et anglais. Le ratio image est 2.35.1 cinémascope 16/9 compatible 4/3. En supplément sur le premier disque les commentaires audio du réalisateur, des deux principaux acteurs, des scénaristes, producteurs et du directeur de la photographie, la remasterisation pour le DVD (VOST 27 min), comparaisons de trois scènes en version multiangles, sur le second disque le générique de début en musical, 7 scènes coupées et story boards (VOST 20 min), la fin alternative, les décors (VOST 7 min), documentaire sur les dessins et esquisses de décors, les photographies (VOST 33 min), les photos de la production, le journal du tueur (VOST 10 min), Making of : interviews et scènes de tournage, matériel promotionnel (VOST 10 min), bandes annonces (VOST et VF). (ASIN B00005AXG6)
- Édition collector digibook boîtier Blu-ray avec fourreau le 23 novembre 2010 chez Metropolitan Vidéo. L'audio est en français DTS-HD 5.1 et anglais DTS-HD 7.1 avec sous-titres français. Le ratio est en 2.35.1 cinémascope 16/9 natif. Les suppléments sont identiques à l'édition collector digipack 2 DVD. (ASIN B0040UEIDQ). Un livret spécial est contenu dans le digibook ainsi que 7 comics illustrant les pêchés capitaux. (ASIN B0040UEIDQ)
- Édition simple Blu-ray le 1er juin 2011 chez Metropolitan Vidéo. Les caractéristiques techniques sont identiques à l'édition collector digibook sans le livret et les comics et sans le fourreau. (ASIN B004SC6Q22)

## Projet de suite
Dans les années 1990, Ted Griffin et Sean Bailey écrivent un scénario dans lequel un tueur en série est traqué sans succès par le FBI jusqu'à l'arrivée d'un médium. Séduite par l'idée, New Line Cinema achète les droits du scénario pour en faire la suite de Seven de David Fincher, dans laquelle Morgan Freeman reprendrait son rôle de William Somerset. Mais Fincher ne veut pas y participer et Freeman a déjà incarné un rôle similaire dans Le Masque de l'araignée (2001).
New Line relancera à plusieurs reprises le projet. Le film sortira finalement en 2015 sous le titre Prémonitions (Solace en version originale).